# Belforte del Chienti
Belforte del Chienti település Olaszországban, Marche régióban, Macerata megyében. Lakosainak száma 1825 fő (2023. január 1.). Belforte del Chienti Caldarola, Camporotondo di Fiastrone, Serrapetrona és Tolentino községekkel határos.

## Népesség
A település népességének változása:
| Lakosok száma | 1877 | 1913 | 1825 |
|               | 2017 | 2018 | 2023 |